# Loen
Loen est un village de la kommune de Stryn, dans le comté de Vestland, en Norvège.
Il est situé dans l'est de la région du Nordfjord. Le Lovatnet (en), un lac, est situé juste au sud-est du village de Loen.
L'hôtel Alexandra (en), l'église de Loen (en) et le Loen Skylift sont situés dans le village.

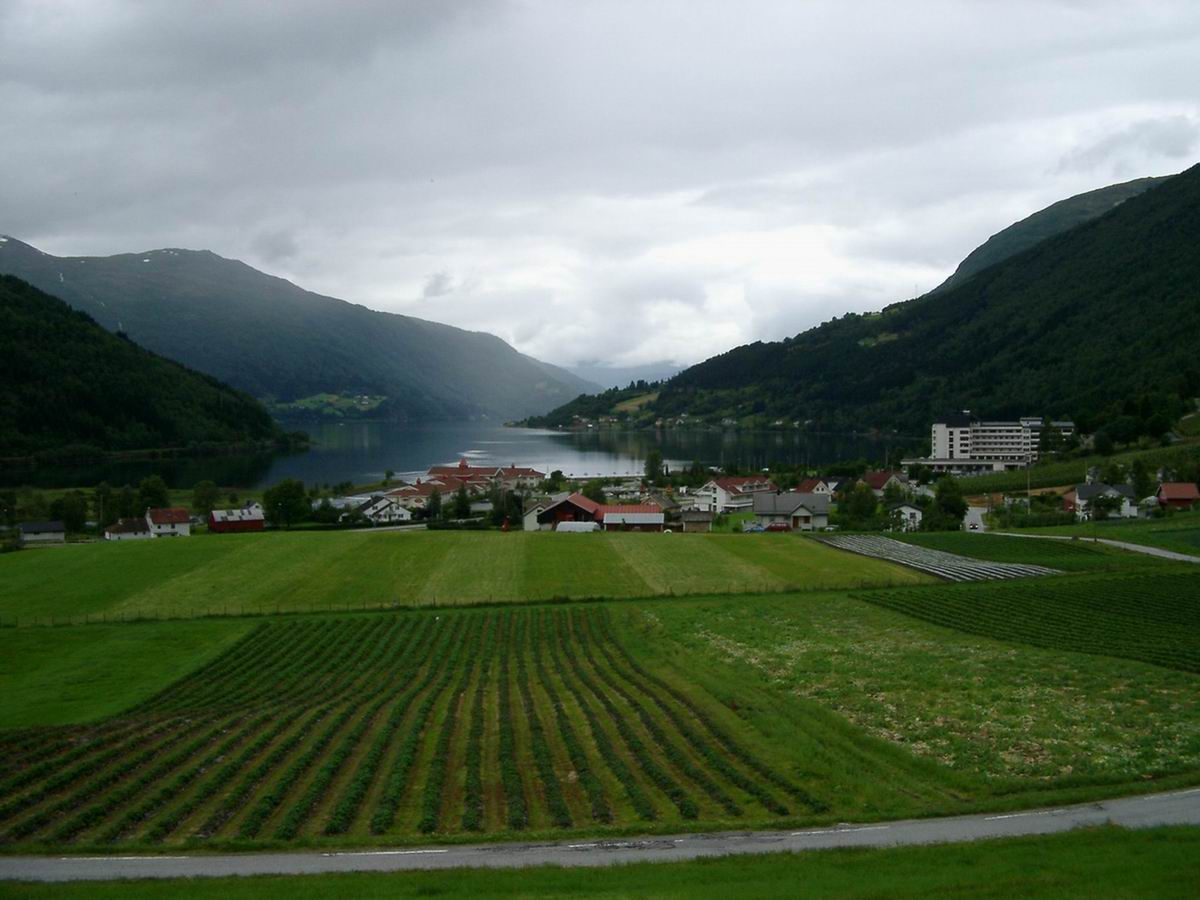
Loen.
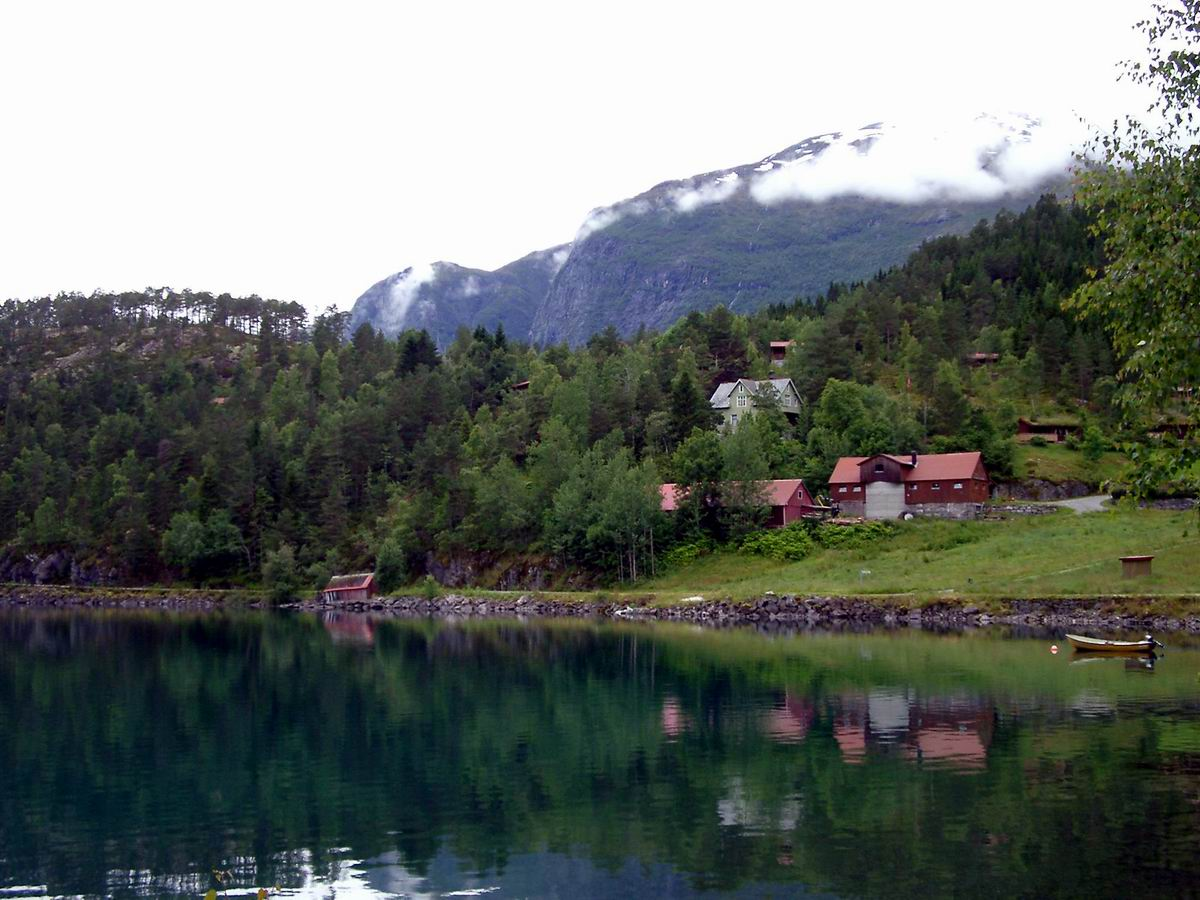
Lovatnet (en).
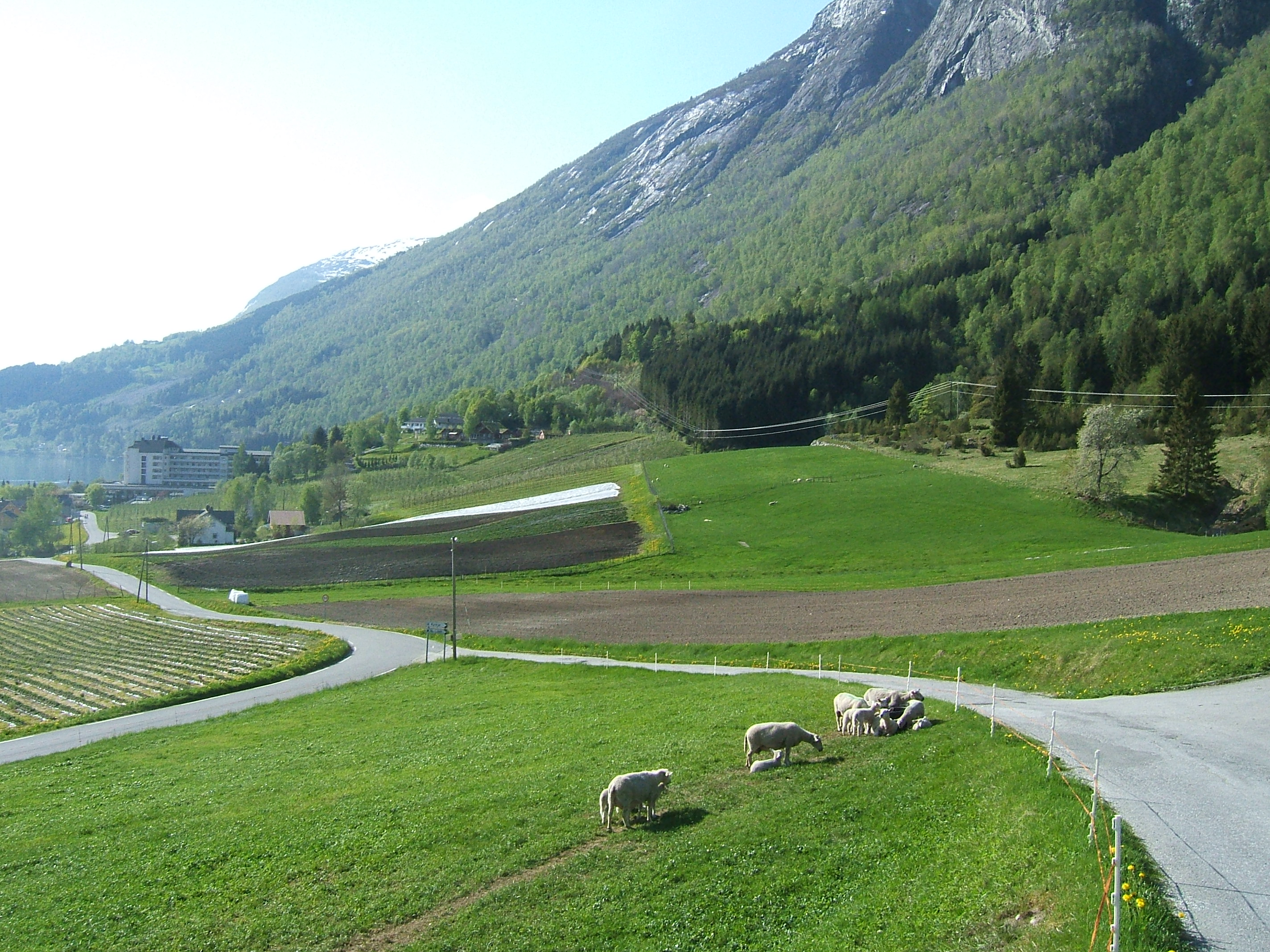
Loen et l'hôtel Alexandra (en).
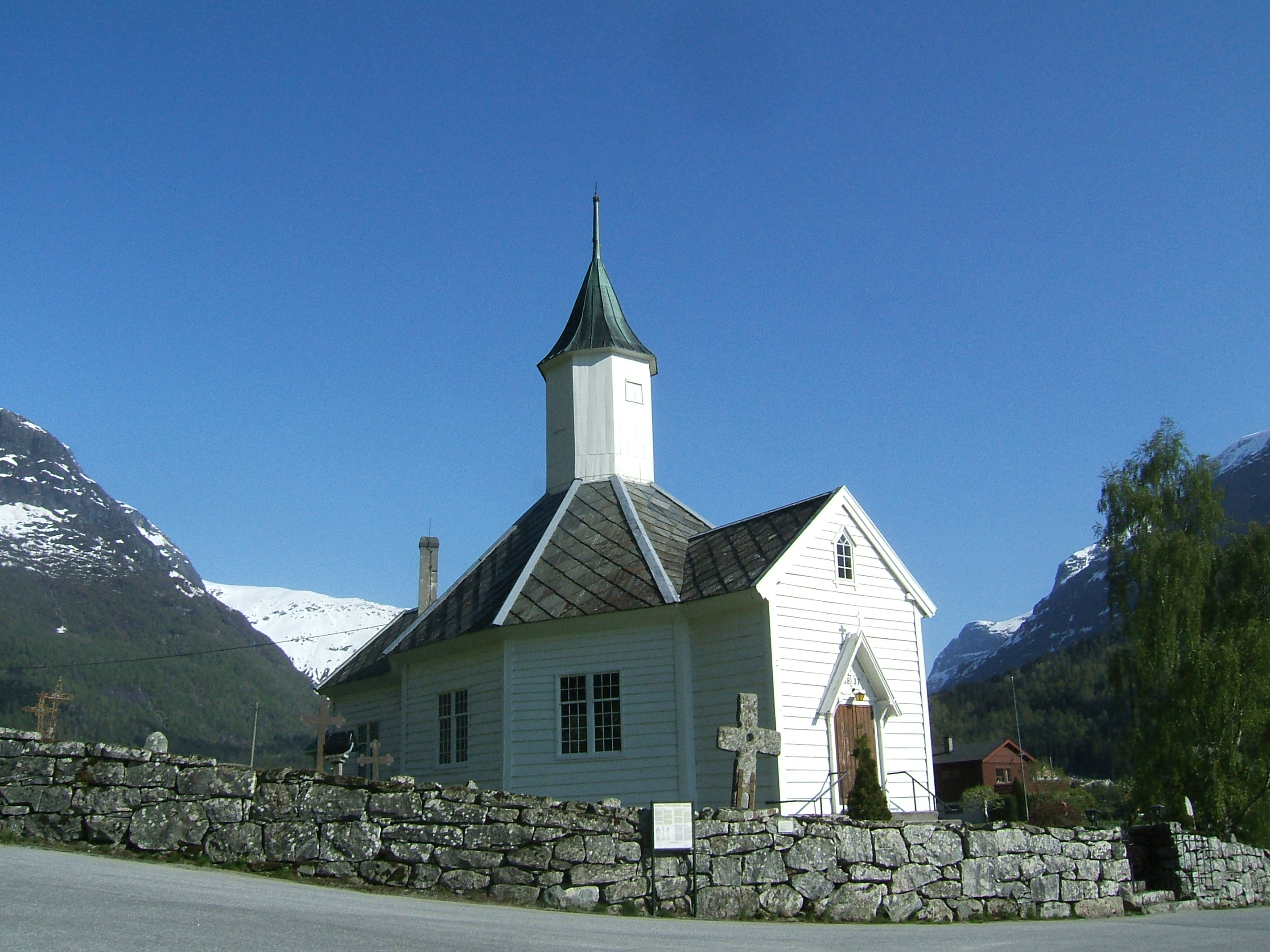
Église de Loen (en).

## Sports
Le village accueille la montée du Skåla de 2002 à 2022.